# Зервос, Кристиан
Христос Зерво́с (греч. Χρίστος Ζερβός; Аргостолион или Александрия, 1889 или 1891 — Париж, 12 сентября 1970), более известный во Франции и в мире как Кристиан Зервос фр.  Christian Zervos, — франко-греческий художественный критик, историк искусства, издатель художественных журналов и коллекционер произведений искусств.

## Биография
Христос Зервос родился в городе Аргостолион на греческом острове Кефалиния. Однако исследовательница Мария Рота не исключает, что он в действительности родился в Александрии, Египет, куда эмигрировали его родители 
Свою издательскую деятельность начал в молодом возрасте, приняв участие в создании александрийских журналов “Серапион” (Σεράπιον, от эллинистического бога Сераписа) и Граммата (Γράμματα). 

## Париж – Межвоенный период
Зервос продолжил учёбу в Париже, где параллельно с учёбой начал писать в журнале “Искусство сегодня” (L’Art d’aujourd'hui). 
Он продолжил свою деятельность в качестве критика в журналах издательства Albert Morancé. 
В 1926 году Зервос издал собственный журнал “Книги (тетради) по искусству” (Cahiers d’art, 1926-1960), который сыграл решающую роль в создании культурной атмосферы Парижа в межвоенный период. 
Журнал стал одним из долгожителей среди модернистских журналов и издавался до 1960 года. В общей сложности вышли 97 номеров журнала. 
Начиная уже с первого номера журнала, Зервос сосредоточился на продвижении модернистского искусства и диалога между произведениями различного происхождения и различных исторических эпох 
В первые десять лет существования журнала (1926-1937) его деятельность находится в авангарде художественной жизни Парижа. 
Это был период, когда Зервос связался с людьми находящимися на первой линии интеллектуального авангарда, такими как Ле Корбюзье, Фернан Леже, Поль Элюар, Василий Кандинский, Пауль Клее и др. 
.
Одновременно Зервос стал проявлять интерес к археологии и антропологии, совершил своё долгожданное путешествие-“возвращение” в Грецию и издал книгу “Искусство в Греции” («L’art en Grèce» (1934),  своего рода манифест, призывающий современное искусство к повороту к архаическому искусству. 

## «le Zervos»
Зервос более всего известен своим каталогом работ Пикассо. Зервос начал издавать каталог с 1932 года и далее. В общей сложности (включая и послевоенные годы) каталог содержит около 16 тысяч рисунков и картин Пикассо, включённых в 33 тома.
Каталог стал настолько авторитетным, что сегодня именуется просто «le Zervos»,  
Сам Пикассо часто “вспоминал” и “узнавал” свои работы после того как их представлял ему Зервос. 
C другой стороны, Пикассо во многом определил характер журнала Зервоса, и дружеские отношения с Пикассо гарантировали Зервосу признание и успех.
Также значительны его роль в качестве издателя в сюрреалистических кругах 30-х годов и его дружеские отношения с основными представителями движения сюрреализма, такими как Андре Бретон, Поль Элюар, Ман Рэй, Марсель Дюшан, Макс Эрнст,  Андре Массон, Андре Массон и другие. 

## Послевоенные годы — Окончательный поворот к архаике
Годы оккупации Франции Вермахтом отмечены участием Зервоса в французском Сопротивлении.
После окончания войны, в связи с физическими и интеллектуальными «возвращениями» Зервоса на Родину после 1945 года, им была предпринята попытка с помощью своего издательств пересмотреть «происхождение» средиземноморской цивилизации, с конечной целью отследить первобытные истоки Южной Европы: Сардиния, Киклады, Крит.
Зервос проявил особый интерес к искусству доисторических цивилизаций: Кикладской цивилизации, неолитического и минойского Крита.
Его вклад был особенно значительным в популяризации древнегреческого искусства — особенно доисторического, а также в переосмыслении древних культур и архаических форм в контексте модернизма.
Свои «антиклассические» утверждения Зервос иллюстрировал отношениями модернистского и архаического искусств.
Зервос всегда исходил из ассоциации вечных, универсальных морфологических тенденций т. н. «примитивных» или «архаических» искусств и «исконных инстинктов человечества».
Таким образом он предложил новый взгляд на археологические находки, которые из прошлого активизировал в настоящее, вписав модернистское искусство в историческую перспективу.
«Архаический поворот» его журнала, начатый в межвоенные годы, выдвинул на первый план исследовательскую и публицистскую методологию, которая определила его курс — он стал предпочитать исторические периоды лишённые письменных свидетельств, отдавал предпочтение исследованиям на месте, программному фотографическому повестванию о цивилизациях «доисторического Юга», многовременной концепции истории через фотографию, этнографической методологии и космолитическому подходу к прошлому.
История издательства Cahiers d’art совпадает с двухсторонними отношениями Зервоса с Грецией в межвоенный период, когда эти отношения вдохновили его на архаический поворот модернистского искусства к работам «первобытного искусства» Эгейского моря, каковыми были кикладские статуэтки.

### Археология — Вклад в греческий модернизм
Одной из граней поворота Зервоса к архаике стал его проявившийся в последние годы войны интерес к археологическим публикациям, которые предлагали «пересмотренную архаическую историю» Средиземноморья.
С 1943 года и до его смерти, его деятельность характеризуют двусторонние отношения с триптихом Средиземноморье-Археология-Греция.
Одновременно его «возвращение на Родину» сопровождалось новыми связями с интеллектуалами Греции, такими как художник Н. Хадзикирьякос-Гикас, скульптор Михалис Томброс, поэт Й. Сеферис, критик Ангелос Прокопиу и его земляк, скульптор Герасимос Склавос, что подтверждает его вклад в формирование греческого модернизма.

## Признание
Зервос был противником культурной монополии Парижа во Франции и, вместе c поэтом Рене Шаром, учредил в 1947 году “Авиньонские недели”. 
Учитывая его связи с французской провинцией, французское государство, в знак признания его заслуг перед Францией и французским искусством, почтило его память и поддержало создания музея MUSÉE ZERVOS в его доме в Везле, Бургундия. 
В начале 2020 года в афинском музее Бенаки была открыта выставка «Christian Zervos & Cahiers d’Art.Архаический поворот» .
Выставка организована под эгидой посольства Франции в Афинах, Музеем Бенаки, Французской школой (археологическим институтом) Афин (École Française d'Athènes), Музеем Зервосаю. 
Выставка организована в сотрудничестве с издательством Cahiers d’Art и при финансовой поддержке Фонда Ставроса Ниархоса. 
Целью выставки является представить размах и значение работы Зервоса а также его связь с Грецией. 
Выставка основывается на результатах исследовательской программы Французской школы Афин под наименованием “Кристиан Зервос в зеркале Греции” ( «Christian Zervos au miroir de la Grèce»), которая была осуществлена в 2017 году группой исследователей из Франции и Греции. 

## Работы
- Raoul Dufy, éditions Cahiers d'art, 1928
- Catalogue raisonné des œuvres de Pablo Picasso, éditions Cahiers d'art, Paris, 1932-1978
- Art de la Mésopotamie, éditions Cahiers d'art, 1935
- Matthias Grünewald : le retable d'Isenheim, éditions Cahiers d'art, 1936
- Art de la Catalogne, éditions Cahiers d'art, 1937
- Histoire de l'art contemporain, éditions Cahiers d'art, 1938
- Dessins de Picasso, éditions Cahiers d'art, 1949
- Fernand Léger : œuvres de 1905 à 1952, éditions Cahiers d'art, 1952
- Civilisation de la Sardaigne : néolithique au nouragique, éditions Cahiers d'art, 1954
- L'art des Cyclades, du début à la fin de l'âge du bronze, 2500-1100 avant notre ère, éditions Cahiers d'art, 1957
- Corpora, éditions Cahiers d'art, 1957
- Chauvin, éditions Cahiers d'art, 1960
- Brancusi, éditions Cahiers d'art, 1957

## Внешние ссылки
- Association "Fondation Christian et Yvonne Zervos" Архивная копия от 16 августа 2015 на Wayback Machine
- Κριστιάν Ζερβός στον Πανδέκτη Архивная копия от 11 апреля 2019 на Wayback Machine, του Εθνικό Ίδρυμα Ερευνών (Ελλάδα)